# هارون برترام
هارون برترام (بالإنجليزية: Aaron Bertram)‏ هو مغني أمريكي، ولد في 3 أبريل 1981.

## وصلات خارجية
- هارون برترام على موقع IMDb (الإنجليزية)
- هارون برترام على موقع ميوزك برينز (الإنجليزية)
- هارون برترام على موقع أول ميوزيك (الإنجليزية)
- هارون برترام على موقع ديسكوغز (الإنجليزية)